# 金亨镒
金亨镒（韓語：김형일，1984年4月27日—），韩国足球运动员，他曾是韩国国家队的成员。

## 俱乐部生涯
2007年，金亨镒在大田市民开始职业足球生涯，2008年中途转会至浦项制铁，并随队在2009年获得亚冠冠军。他在2015年加盟全北现代，并随队在2016赛季获得亚冠冠军。
2016年12月24日，广州恒大淘宝宣布金亨镒以自由身加盟，合同半年，但直至合同结束仍未为广州队在任何正式比赛出场，在夏季报名期间被金英权取代。
2017年6月29日，韩国K2联赛球队富川1995官方宣布，与金亨镒签约。

## 国家队生涯
2009年6月10日，金亨镒在和沙特阿拉伯的比赛中第一次代表国家队出场；並於2010年，首次代表韩国出戰南非主辦的2010年世界杯足球赛。

## 荣誉
- 浦项制铁
  - 亚足联冠军联赛冠军：2009
  - 韩国联赛杯冠军：2009